# Lola, érase una vez
Lola, érase una vez (Volt egyszer egy Lola) egy 2007 és 2008 között készült mexikói tévésorozat, a Magyarországon is népszerű Csacska angyal feldolgozása.
A történet egy modern Hamupipőke történetét meséli el. Lola (Eiza González) egy 20 éves lány, aki egy együttesben énekel. Egyik fellépésük után megismerkedik álmai szőke hercegével, Alexander Von Ferdinanddal (Aarón Diaz). 
A sorozat Mexikóban 2007. február 26-án debütált. A sorozat nagy népszerűségnek örvendett nem csak a gyerekek és a tizenévesek körében, hanem nemzetközi szinten is, beleértve Venezuelát, Spanyolországot és az Egyesült Államokat is. A sorozatnak 224 része van, Amerikában a DVD kiadásának dátuma 2009. január 6. volt országszerte. Magyarországon még nem vetítették.

## Szereplők
- Aarón Díaz - Alexander Von Ferdinand
- Eiza González - Lola Santodomingo Valente
- Lorena Herrera - Montserrat Torres-Oviedo Vda. de Santodomingo
- Grettell Valdez - Carlota Santodomingo Torres-Oviedo
- Zoraida Gómez - Rafaela Santodomingo Torres-Oviedo
- Patricio Borghetti - Máximo Augusto de la Borbolla
- Alberto Agnesi - Patrick Lubier
- Tiaré Scanda - Milagros Ramos
- Beatriz Moreno - Petra Sigrid Von Beethoven
- Manuel Foyo - Lorenzo Casablanca
- Alejandro Nones - Waldo López
- Rubén Cerda - Oscar Antonino
- Juan Ríos - Eduardo Pescador
- Glória Izaguirre - Macrina Vicenta Torres
- Felipe Nájera - Severo Lince
- Manola Diez - Amely Von Ferdinand
- Salvador Zerboni - Gonzalo Iglesias
- Tereza Ruiz - Jasmina Romero
- Carolina Tejera - Samara Romero
- Renato Bartilotti - Claudio Bonilla
- Rodrigo Abed - Joaquín de Romero
- Victoria Diaz Arango - Mercedes Velasco
- Victor Alfredo Jiménez - Saldivar Menéndez
- Alejandro Peraza - Raul Ramos
- Francisco Avendaño - Edmundo Velasco
- Renata Flores - Pancha García
- Isaura Espinosa - Éter Holbein
- Ana Isabel Meraza - Lina Macedo
- Arturo Barba - André Gutiérrez
- Jacqueline Voltaire - Monique Fauve
- Oscar Traven - William Fauve
- Amairani - Sandra Espinosa
- Roberto Assad - Chacho Ramos
- Alejandra Jurado - Cándida Ortiz
- Aitor Iturrioz - Richard
- Sergio DeFassio - Evaristo
- Natasha Dupeyrón - Marión Von Ferdinand
- Derrick James - Marcus Von Ferdinand
- Eddy Vilard - Archibaldo Von Ferdinand
- Viviana Ramos - Blanca Chavéz
- Violeta Isfel - Gabriela Miranda
- Juan Acosta - Danilo Facha
- Luis Gerardo Méndez - Damián Ramos
- Karla Cossío - Paloma Casablanca/Julieta Casablanca
- José Carlos Femat - Manfred Von Ferdinand
- Ingrid Schwebel - Valentina Sottomayor
- Carlo Guerra - Diego Velasco
- Eleazar Gómez - Adrián
- Alan Estrada - Nicolas
- Georgina Salgado - Mirta
- Anna Fomina - Lucia Freire
- Aldo Gallardo - Gaston
- Héctor Norman - Morgan
- Karen Sandoval - Yasmín Maurette
- Antonio Sainz - Jorge Chuck
- Karla Luengas - Marcela Ramos/Dolores Valente Pescador
- Leonardo Unda - Bertín
- Alan Gutiérrez - Julio
- Yago Muñóz - Rocco
- Armando Hernández - Canguro
- Octavio Ocaña - Otto Von Ferdinand
- Juan Luis Arias - Bóris Von Ferdinand
- Werner Bercht - Luiggi Von Ferdinand
- Isamar Martinez - Dominic Fauve
- Stephanie - Marina Chavéz
- Anneliese Asunsolo - Matilde Espinosa

### Különleges szereplők
- Enrique Rocha - Excelsior Maximus
- Altaír Jarabo - Catherine
- Blanca Sánchez - Nilda Lobo de Santo Domingo
- Maite Perroni - La Nueva Cenicienta
- Lisardo - Franks
- Polo Ortin - Funks

### További szereplők
- Rbd
- Kudai
- Miranda
- Nigga